# آنا بلس
آنا بلس (به آلمانی: Anna Blässe) (زادهٔ ۲۷ فوریهٔ ۱۹۸۷) یک مهاجم فوتبال زن آلمانی است که همکنون برای تیم وولفسبورگ بازی می‌کند. او پیشتر برای تیم‌های اف‌اف یواس‌وی ینا و هامبورگ بازی می‌کرد. وی به همراه با تیم جوانان زنان آلمان قهرمانی جام جهانی فوتبال زنان زیر ۲۰ سال را در سال‌های ۲۰۰۴ و ۲۰۰۶ بدست آورده‌است.

## افتخارات

### باشگاهی
- بوندس‌لیگا: قهرمان (۲ بار) فصل ۱۳–۲۰۱۲، فصل ۱۴–۲۰۱۳
- جام حذفی آلمان: قهرمان(۳ بار) , فصل ۱۳–۲۰۱۲، فصل ۱۵–۲۰۱۴، فصل ۱۶–۲۰۱۵

### ملی
- لیگ قهرمانان زنان اروپا: قهرمان (۲ بار) فصل ۲۰۱۳–۲۰۱۲ ،۲۰۱۴–۲۰۱۳
- لیگ قهرمانان زنان اروپا: قهرمانی سال ۲۰۱۳
- جام جهانی فوتبال زنان زیر ۲۰ سال: قهرمانی سال ۲۰۰۴
- مسابقات فوتبال زنان زیر ۱۹ سال اروپا: قهرمانی سال ۲۰۰۶